# Dasiops sicatus
Dasiops sicatus är en tvåvingeart som beskrevs av Mcalpine 1964. Dasiops sicatus ingår i släktet Dasiops och familjen stjärtflugor.
Artens utbredningsområde är Arizona. Inga underarter finns listade i Catalogue of Life.